# Chicken Fat
Chicken Fat (nota anche come The Youth Fitness Song) è una canzone educativa del 1962 scritta, ideata ed composta dal compositore di Broadway e bandleader Meredith Willson (The Music Man, The Unsinkable Molly Brown) e cantata dall'attore e cantante Robert Preston, commissionata come parte del President's Council on Physical Fitness negli anni del Governo Kennedy.
Il brano vede riuniti assieme Willson e Preston, che insieme hanno condiviso il palco ad Broadway nel musical The Music Man, il primo come autore, il secondo come cantante.

## Storia
Chicken Fat era la colonna sonora del programma di fitness per giovani del presidente John F. Kennedy e milioni di dischi da 7 pollici da 33 RPM stampati gratuitamente dalla Capitol Records furono ascoltati nelle palestre elementari, medie e superiori degli Stati Uniti Stati negli anni '60 e '70 come programma di allenamento durante l'ora di motoria.
Willson ha contattato l'amministratore del Consiglio Fitness Dick Snider con un'offerta di scrivere una canzone da utilizzare per promuovere l'esercizio per i bambini. L'offerta di Willson fu accettata ed egli si consultò con il direttore del Physical Fitness Council, Ted Forbes, per assicurarsi che la canzone fosse efficace.
La canzone è stata originariamente registrata per la Warner Bros. Pictures all'inizio del 1962, contemporaneamente alle registrazioni della colonna sonora del film The Music Man prodotta dalla stessa e con Robert Preston, già attore nel musical a Broadway, come protagonista. Registrato sullo stesso film magnetico 35MM a tre tracce delle registrazioni della colonna sonora, presenta la voce di Preston isolata su una traccia, con la Bernie Green Orchestra isolata sulla seconda traccia ed un coro di ragazzi e ragazze sulla terza traccia. Tuttavia, la posizione dei nastri multi-traccia originali non è nota. Di conseguenza, essendo disponibile solo il master composito monofonico IPS da 15 pollici da 15 pollici a traccia intera da cui Capitol ha dominato i propri dischi nel 1962, al momento non è possibile alcuna versione stereofonica della canzone e rimane in monofonia sul riemissione del CD.
Esistono due versioni della canzone: una durata di 2:12 minuti, Disc Jockey Version e una più lunga, 6:30 School Version, per l'uso nelle varie palestre di istituti scolastici. Quest'ultima comprendeva 11 esercizi progettati da Bud Wilkinson, l'allenatore della squadra di calcio dell'Università dell'Oklahoma. Willson, Preston e Forbes hanno donato tutti i loro servizi al progetto, mentre la Capitol, che ha prodotto e distribuito tre milioni di copie del record di 33 1/3 RPM, ha pagato per i musicisti di riserva, il tempo in studio e la produzione e distribuzione. L'originale Physical Fitness Council fu promosso nel 1962 e nel 1963 attraverso una serie di spot televisivi di servizio pubblico con grande baseball Stan Musial, girato alla Roosevelt Elementary School di Tampa, in Florida.
Nel 2014 il brano è stato utilizzato in uno spot televisivo dalla Apple per promuovere la sua nuova applicazione per la salute di iOS 8. Lo spot mostra persone che nuotano, corrono e controllano il loro peso mentre sono collegati ad app e accessori per iPhone a una registrazione della canzone.